# Les Oubeaux
Les Oubeaux è un ex comune francese di 227 abitanti situato nel dipartimento del Calvados nella regione della Normandia. Il 1º gennaio 2017 è stato incorporato con i comuni di Castilly, Neuilly-la-Forêt e Vouilly nel comune di Isigny-sur-Mer

## Società

### Evoluzione demografica
Abitanti censiti